# Schloss Bischofroda

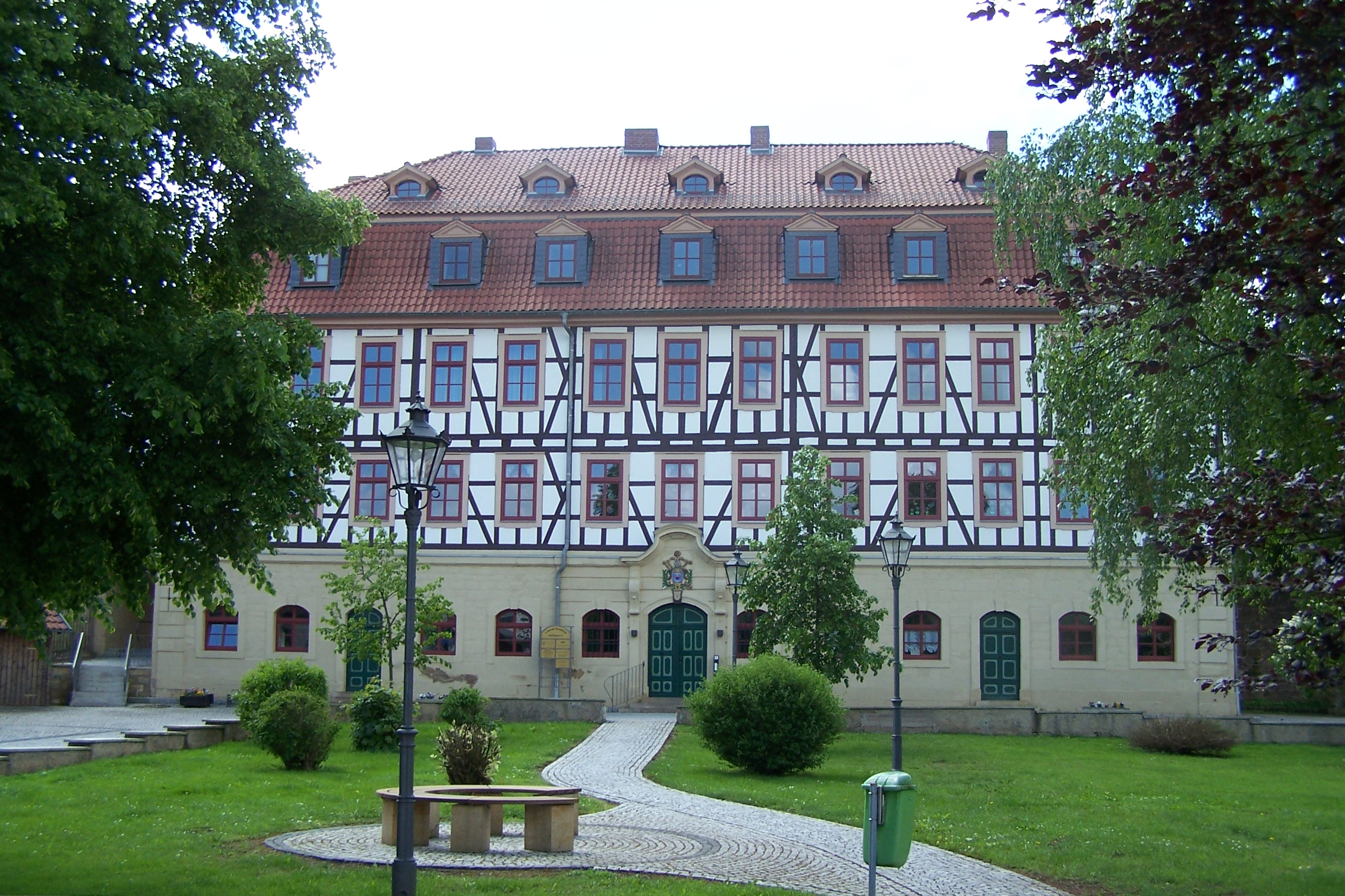
Schloss Bischofroda, Hauptansicht (2009)

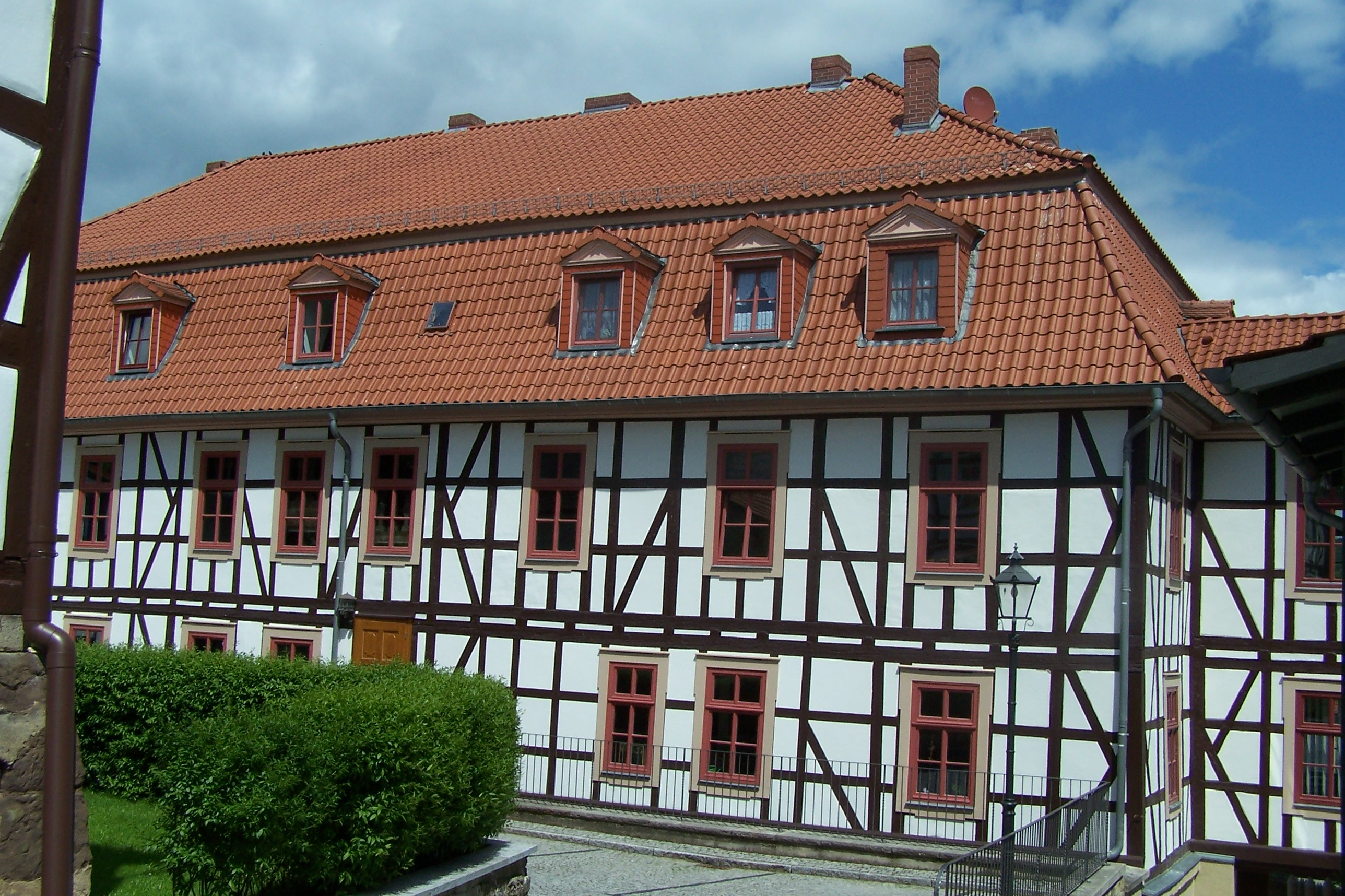
Rückwärtige Ansicht (2009)

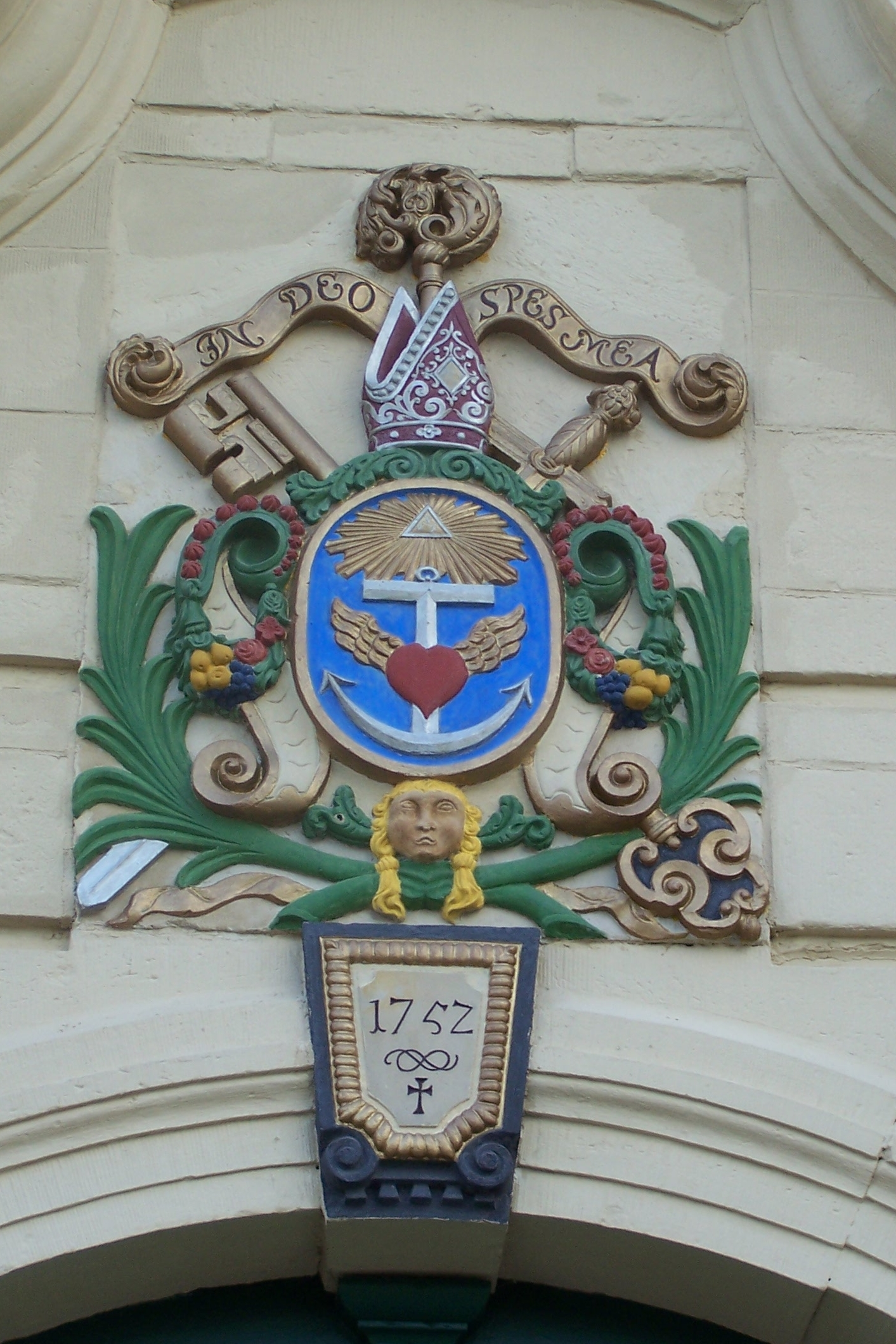
Wappenstein

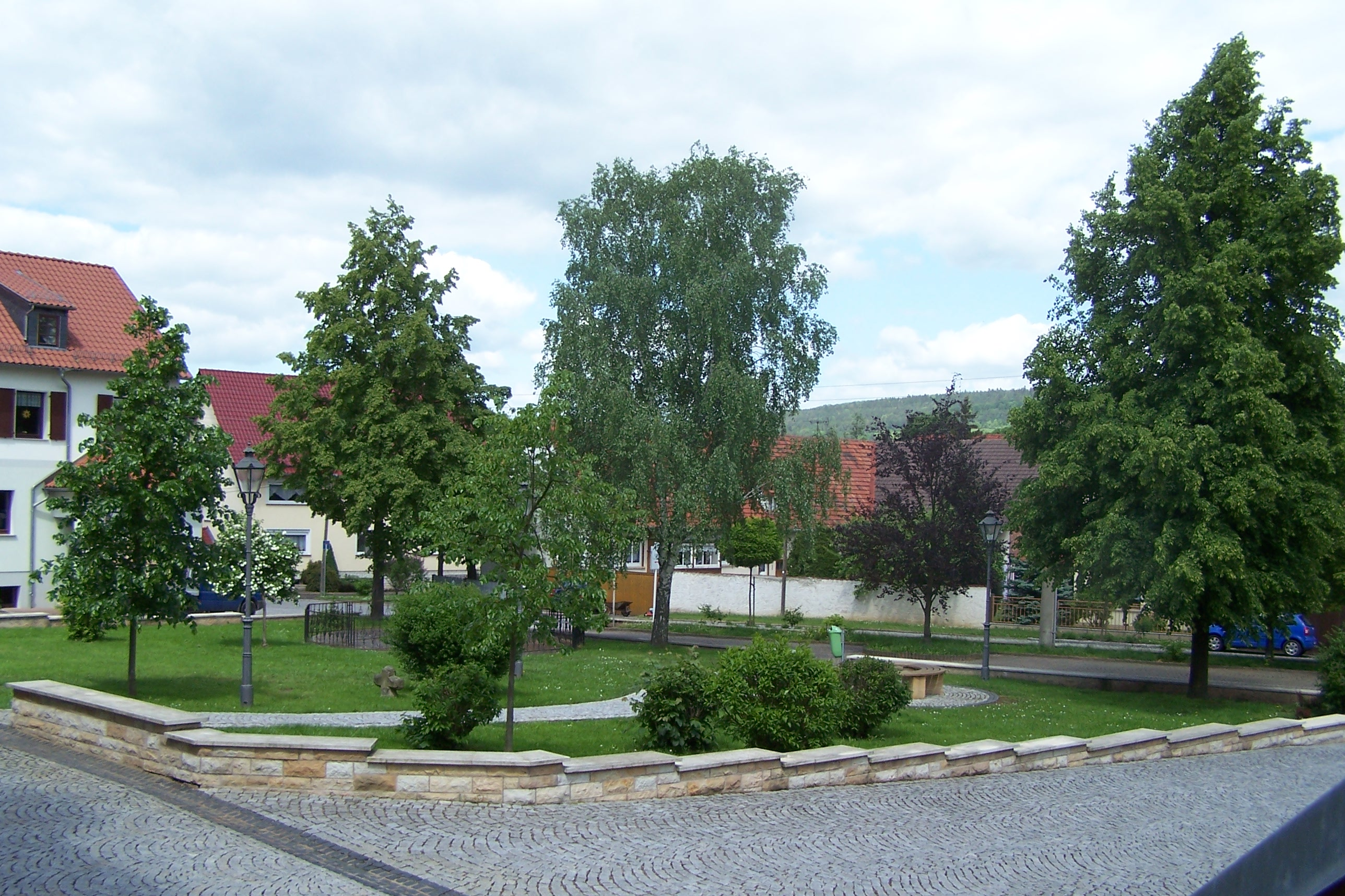
Begrünter Vorplatz

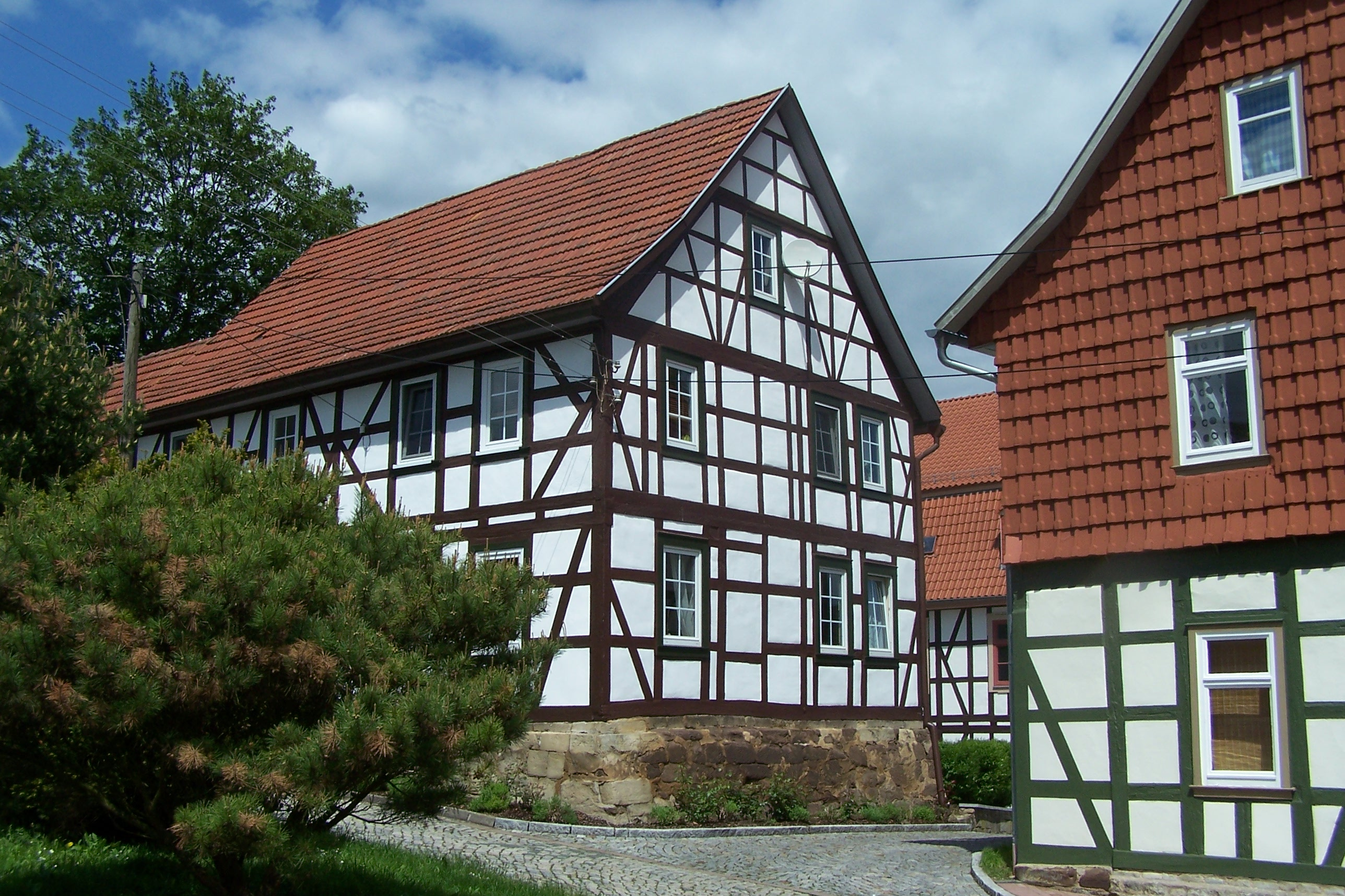
Nebengebäude am Schloss

Das Schloss Bischofroda ist ein Schloss in der Gemeinde Bischofroda im Wartburgkreis. Es befindet sich im westlichen Teil der Ortslage, unmittelbar südlich der Dorfkirche. Das Schloss ist ein geschütztes Baudenkmal.

## Geschichte
Das Gebiet um Bischofroda bildet seit dem 16. Jahrhundert eine katholische Enklave. Es wurde vom Erzbistum Mainz gegen die Ansprüche der Sächsischen Herzöge behauptet, diese waren durch ein seit dem 14. Jahrhundert geltendes Kondominium über die Ganerbschaft Treffurt mit dem Landgrafen von Hessen und dem Mainzer Erzbistum vertraglich zur Bewahrung der bestehenden Grenzen und Herrschaften gebunden. Der Ort Bischofroda und die zugehörige Propstei Zella wurden dem Peterskloster in Erfurt unterstellt und hatten als Schirmherren einen Zweig der Ritter von Creuzburg an sich binden können, dieser starb mit dem Tode des Obristen Georg Ernst von Creuzburg im Jahr 1742 aus. Das bisherige Schloss war ein in der Größe beachtlicher, aber in der Gestaltung schlichter Fachwerkbau und diente den Creuzburgern als Nebensitz, da sie zunächst auch die Wasserburg Schloss Berka im Nachbarort Berka vor dem Hainich bewohnten.
Wegen der geringen Größe der Exklave Bischofroda konnte der neue Verwalter nur über geringe Steuermittel verfügen, das heutige Schloss wurde zugleich als Haupthaus der Gutes Bischofroda errichtet. Die Baumaterialien wurden aus Steinbrüchen im 5 Kilometer entfernten Madelungen beschafft. Das Hauptportal ziert das bischöfliche Wappen als Hinweis auf die Oberherrschaft durch das Erfurter Petersstift. Die Verwaltung des in ein Kammergut umgewandelten Besitzes übernahmen Pächter: Johann Philipp Kümmel bewirtschaftete das Gut Bischofroda 1773 bis 1796, ihm folgte ein Herr Goldammer. Im Zuge der napoleonischen Besetzung Erfurts wurden die dem Erzbistum Mainz gehörenden Gebiete in Thüringen enteignet. Die Besitzrechte am Gut Bischofroda gingen an die Amtsverwaltung in Creuzburg über, das ebenfalls enteignete Probsteizella schenkte Napoleon einem französischen General als Auszeichnung. Als dritter Pächter wurde ein Friedrich Hähnert von 1841 bis 1853 eingesetzt, ihm folgte sein Sohn Theodor Hähnert von 1853 bis 1880. Als letzter Gutsverwalter wurde Ökonomierat Schambach eingesetzt, nach seiner Pensionierung im Jahr 1901 wurde das Gut aufgelöst, eine von 86 Bischofrodaern gebildete Genossenschaft hatte den Zuschlag für das Gut erhalten, die landwirtschaftlich genutzten Fluren wurden vertragsgemäß aufgeteilt. Das Schlossgebäude erwarb 1902 ein hessischer Oberst Ernst von Kietzell als Alterswohnsitz. Die Familie bewohnte das Haus bis 1941 und verkauften das Gebäude an eine Immobilienverwaltung der Reichsregierung. Von 1941 bis 1945 diente das Schloss noch als Ausbildungsstätte vom Reichsarbeitsdienst und zuletzt als Lager für eine Gruppe belgischer Kriegsgefangene. Nach dem Kriegsende erhielt die Gemeinde Bischofroda das Gebäude übereignet. Die zahlreichen Räume wurden als Wohnungen und Verwaltungsräume gebraucht, zeitweise wurde auch der Kindergarten und Klassenräume der Grundschule im Schloss untergebracht.
Nach der Wende wurde das Schloss aufwendig saniert und ist noch Sitz der Gemeindeverwaltung Bischofroda.